# Sprzęgło zębate

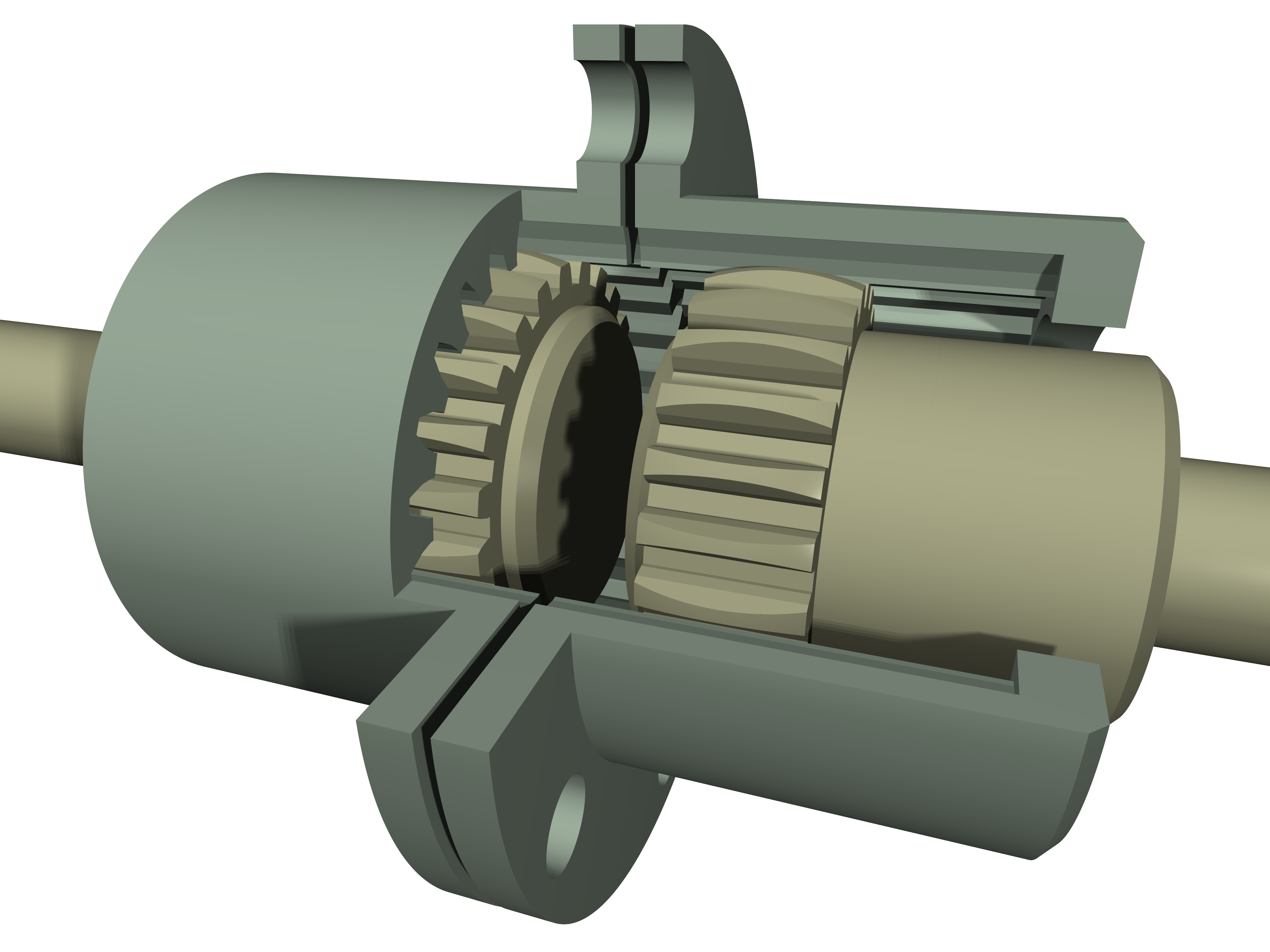
Podwójne sprzęgło zębate

Sprzęgło zębate – sprzęgło przymusowe kompensacyjne stałe lub rozłączne. Składa się z dwóch kół zębatych cylindrycznych lub stożkowych, o tej samej liczbie zębów. Koło tworzące człon czynny sprzęgła ma zwykle uzębienie wewnętrzne, bierny – zewnętrzne. Wsprzęglenie polega na wsunięciu członu biernego w człon czynny. Obciążenie przenoszą zęby kół zębatych.